# Nagas & Ray
Nagas & Ray is een historisch merk van motorfietsen.
Nagas & Ray, Milano (1925-1928). 
Italiaans merk van de Italiaanse Indian- en Zündapp-importeurs Alessandro Nagas en Tullio Ray dat aanvankelijk 173-, 247- en 344 cc Blackburne-blokken inbouwde. In 1926 ontwierp ing. Remondini nieuwe 348 cc eencilinders met zij- en kopklepmotoren met buitenliggend vliegwiel. Nagas & Ray werd in 1931 overgenomen door Jonghi en de productie werd naar Frankrijk verplaatst.